# ACS-64型電気機関車
ACS-64（通称: Amtrak Cities Sprinter）は、シーメンスがアメリカ合衆国のアムトラック向けに設計した電気機関車である。北東回廊とキーストン回廊で使用されているAEM-7、HHP-8機関車の置き換えを目的に製造され、2013年から2015年にかけて計70両が投入された。

## 発注と生産
2010年10月、アムトラックとシーメンスは4億6600万ドルで新型電気機関車70両の生産契約を結んだ。生産はシーメンスのカリフォルニア州サクラメント工場で行われ、主要部品もアメリカ国内各地のサブプライヤーより供給されている。
2013年5月に最初の3両が落成した。同年夏より試運転が開始され、600号と601号の2両がコロラド州プエブロの実験線で、602号は北東回廊で行われた。

## 運用
アムトラックでは2014年2月7日に営業運転を開始した。2015年までに順次投入が進められ、従来の電気機関車は置き換えられる。投入される70両のうち6両は増備車であり、将来の増発に備えている。
南東ペンシルベニア交通局 (SEPTA) はACS-64を18両発注すると発表した。2018年より運行を開始する予定で、既存の機関車を置き換える予定である 。

## 設計

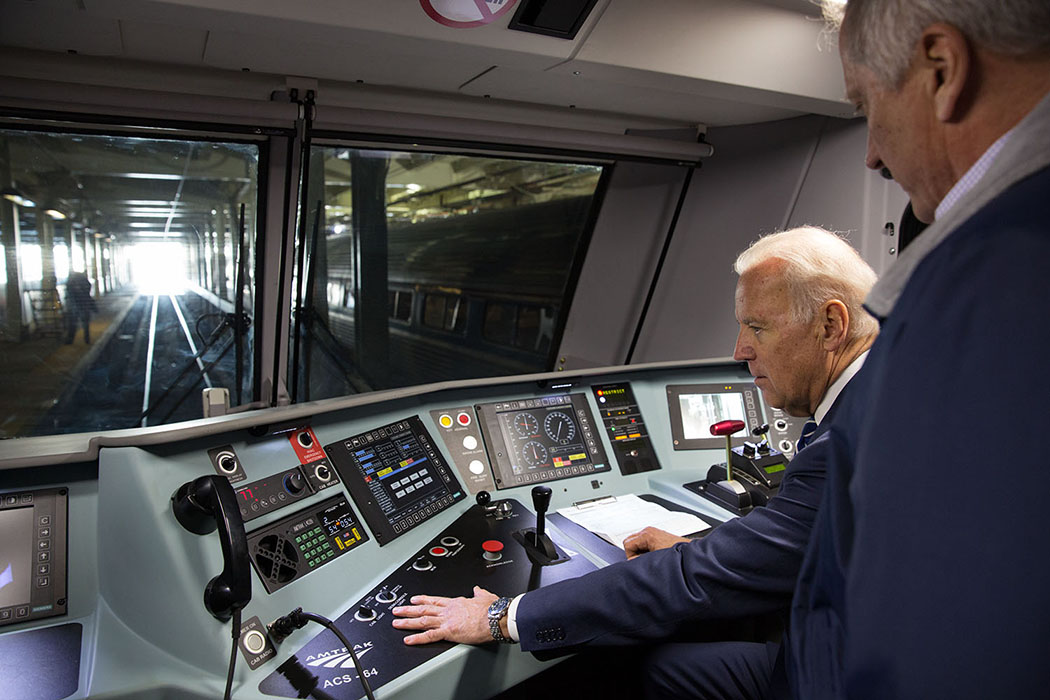
運転台

設計はシーメンス製機関車のシリーズであるユーロスプリンターとベクトロンが基になっている。連邦鉄道局の衝突安全基準を満たすため、クラッシャブルゾーンやアンチクライマーの追加、運転室の構造強化が行われた結果、従来の同型機関車より重量が増加した。車体構造はモノコックを採用している。
電気方式は交流25kV 60Hz、12.5kV 60Hz、12kV 25Hzの3電源に対応しており、最大出力は6400kW、最高速度は201km/hである。
ブレーキ装置はディスクブレーキを採用している。回生ブレーキも搭載され、消費電力の削減とエネルギー効率の向上が図られている。